# Харазе
Харазе (фр. Haraze) — город и супрефектура в Чаде, расположенный на территории региона Саламат. Является административным центром департамента Харазе-Мангень.

## Географическое положение
Город находится в юго-восточной части Чада, к востоку от вади Бахр-Грени, на высоте 508 метров над уровнем моря.
Харазе расположен на расстоянии приблизительно 672 километров к востоку-юго-востоку (ESE) от столицы страны Нджамены.

## Климат
Климат города характеризуется как тропический, с сухой зимой и дождливым летом (Aw в классификации климатов Кёппена). Среднегодовая температура воздуха составляет 27,3 °C. Средняя температура самого холодного месяца (декабря) составляет 25 °С, самого жаркого месяца (апреля) — 30,8 °С. Расчётная многолетняя норма осадков — 978 мм. В течение года количество осадков распределено неравномерно, основная их масса выпадает в период с мая по октябрь. Наибольшее количество осадков выпадает в августе (253 мм).

## Население
По данным официальной переписи 2009 года численность населения Харазе составляла 31 783 человека (15 429 мужчин и 16 354 женщины). Население супрефектуры по возрастному диапазону распределилось следующим образом: 51,1 % — жители младше 15 лет, 44,9 % — между 15 и 59 годами и 4 % — в возрасте 60 лет и старше.

## Транспорт
К югу от города расположен одноимённый аэропорт.